# Срывая звёзды
«Срывая звёзды», «Отцепись от звёзд» (англ. Unhook the Stars) — драма Ника Кассаветиса, вышедшая на экраны в 1996 году. Дебютный полнометражный фильм режиссёра, в котором его мать, Джина Роулендс, сыграла главную роль.
Фильм не издавался в России на индивидуальных носителях, но был дублирован на русский язык телекомпанией НТВ под названием «Срывая звёзды». Двухголосный закадровый дубляж выполнен Людмилой Гниловой и Владимиром Вихровым.
Толкование названия: звёзды — известный символ человеческих устремлений. Человеку свойственно в юности строить планы на жизнь: кем он будет и как будет жить. Однако потом, став взрослее, он порой не замечает, что уже достиг многого из того, о чём в юности только мечтал. Милдред — главный персонаж фильма, она прожила значительную часть своей жизни: похоронила мужа, вырастила детей, которые уже покинули дом, а теперь осталась в своём доме одна. Перед ней встаёт вопрос: «Как жить дальше?» Хотя финал фильма открытый, не только зритель, но и сама Милдред не знают, как она будет жить дальше. Видно, как она принимает решение изменить свою жизнь (выражаясь языком Кассаветиса, «отцепиться от достигнутого и устремиться к новым „звёздам“»), то есть начинает новую жизнь.

## Сюжет
Джина Роулендс играет Милдред, взрослую женщину, чья беспокойная дочь Энни (Мойра Келли) только что ушла из дома. Вскоре после того, как Энни сбежала, Милдред подружилась с Моникой (Мариса Томей) — матерью-одиночкой, живущей по соседству, и Милдред в конце концов становится няней для сына Моники, Джей Джея (Джейк Ллойд). На протяжении всего фильма Моника и Джей Джей исподволь преподают Милдред ценные уроки жизни.

## В ролях
- Джина Роулендс — Милдред
- Мариса Томей — Моника
- Дэвид Торнтон — Сол
- Джейк Ллойд — Джейк «Джей Джей» Уоррен
- Жерар Депардьё — Большой Томми
- Мойра Келли — Энни
- Дэвид Шеррилл — Итан Хоукс
- Бриджитт Уилсон — Джинни Хоукс